# Zoologia

Coleção de borboletas brasileiras, Museu de Zoologia, Universidade de São Paulo

A zoologia (do grego antigo: ζώο, zôion, 'animal'; e -λογία, -logia, 'estudo') ou biologia animal é o ramo da biologia especializado no estudo científico dos animais. O profissional especializado em zoologia é chamado zoólogo ou, às vezes, zoologista.

## Classificações
Seguindo a divisão proposta por Carolus Linnaeus, o reino animal é um dos cinco reinos, sendo subdividido principalmente nos seguintes filos: poríferos, cnidários, platelmintos, nematelmintos, anelídeos, moluscos, artrópodes, equinodermos, e cordados: peixes, répteis, anfíbios, aves e mamíferos — animais com corda dorsal.

## Ramos
Os ramos originais da zoologia estabelecidos no final do século XIX como zoofísica, ecologia e morfografia, estão constituídos nas mais diversas áreas da biologia que incluí estudo de mecanismos comuns para plantas e animais. A biologia animal aborda várias áreas.

### Estrutura
A biologia celular estuda as propriedades estruturais e fisiológicas das células), incluindo seu comportamento, interações, e ambiente. Isso é feito tanto em nível microscópico quanto em molecular, para organismos unicelular como bactérias e células especializadas em organismos multicelular como os humanos. Entender a estrutura e função das células é fundamental para todas as ciências biológicas. Essas similaridades e diferenças entre os tipos de células são particularmente relevantes para a biologia molecular.
A Anatomia considera as formas de estrutura macroscópica como os órgãos e sistemas.

### Fisiologia
A fisiologia estuda os processos mecânicos, físicos, e bioquímicos dos organismos vivos ao tentar entender como todas as estruturas funcionam como um todo. O tema da "estrutura para função" é central para a biologia. Estudos fisiológicos tem sido tradicionalmente divididos em fisiologia vegetal e fisiologia animal, mas algumas propriedades da fisiologia são universais, não importando qual o organismo particular está sendo estudado. Por exemplo, o que se aprende na fisiologia das células de levedura também pode ser aplicado para células humanas. O campo da fisiologia animal se estende desde as ferramentas e métodos da fisiologia humana até as espécies não-humanas. A fisiologia estuda como, por exemplo, os sistemas nervoso, imunológico, endócrino, respiratório, e circulatório funcionam e interagem entre si.

### Evolução

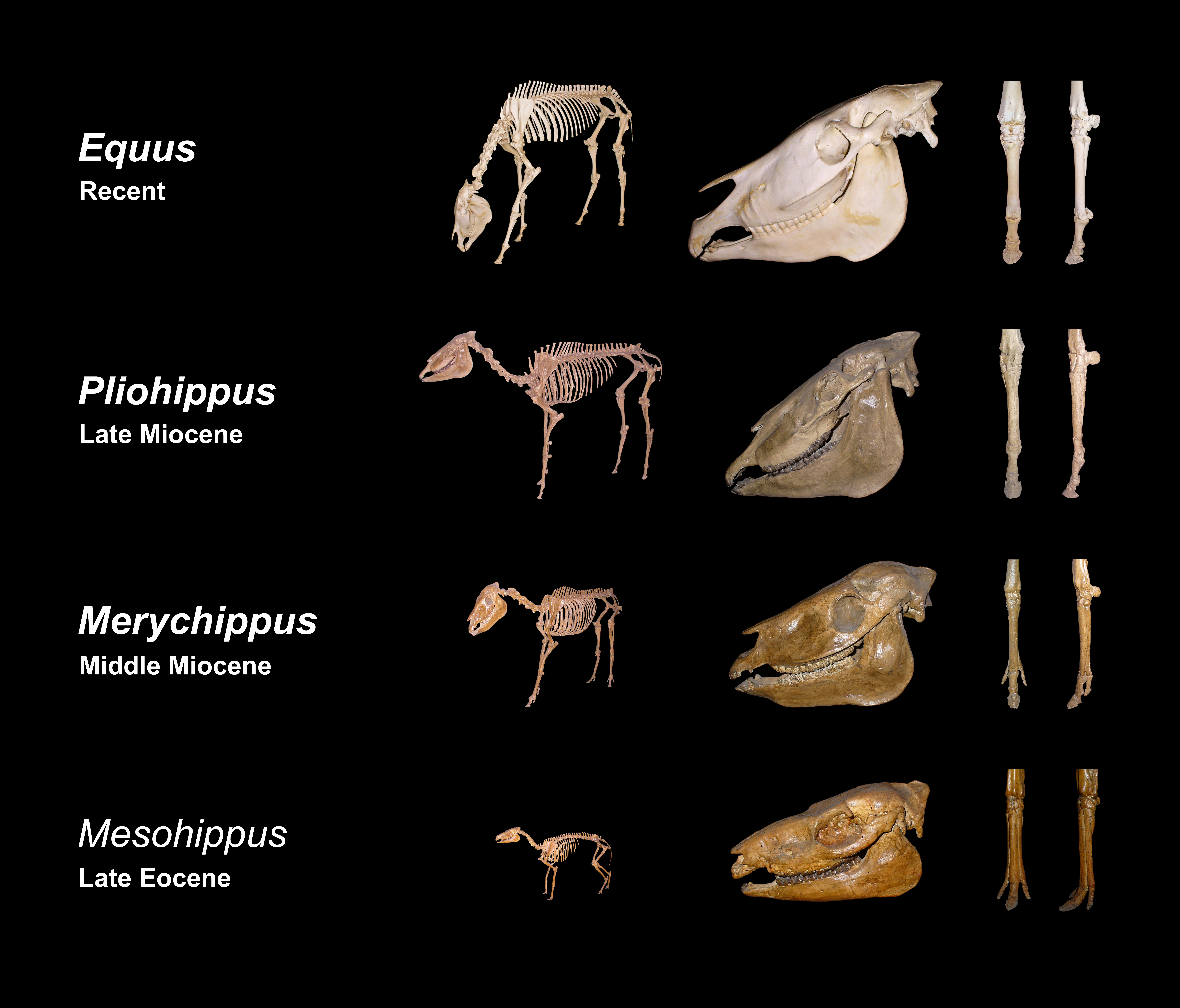
Evolução equina. Composto de Esqueletos de Staatliches Museum für Naturkunde Karlsruhe, Alemanha.
Da esquerda para a direita: desenvolvimento do tamanho, alterações biométricas no crânio, redução dos dedos dos pés (antepé esquerdo).

A pesquisa evolucionária se preocupa com a origem e as descendências das espécies, assim como a sua mudança com o passar do tempo, e inclui cientistas de várias disciplinas orientadas pela taxonomia. Por exemplo, geralmente envolve cientistas que possuem um treinamento especial em organismos particulares como mamologia, ornitologia, ou herpetologia, mas usa esses organismos como sistemas para responder as questões gerais sobre a evolução.
A biologia evolucionária é parcialmente baseada na paleontologia, que usa os registros fósseis para responder as questões sobre o modo e o tempo da evolução, e parcialmente em desenvolvimentos nas áreas de genética populacional e teoria evolucionária. 

### Sistemática
A classificação científica em zoologia é o método pelo qual os zoologistas agrupam e categorizam organismos pelo seu tipo biológico, como gêneros e espécies. A classificação biológica é uma forma de taxonomia científica. As classificações biológicas modernas tem raízes no trabalho de Carolus Linnaeus, que agrupou as espécies de acordo com características físicas em comum. Esses agrupamentos tem sido revisados desde então para melhorar a consistência com os princípios de Darwin sobre descendente comum. Filogeneticistas moleculares, que usam sequência de DNA como dados, tem levado a muitas revisões recentes e provavelmente continuarão a fazê-lo. A classificação biológica pertence a ciência da sistemática zoológica.

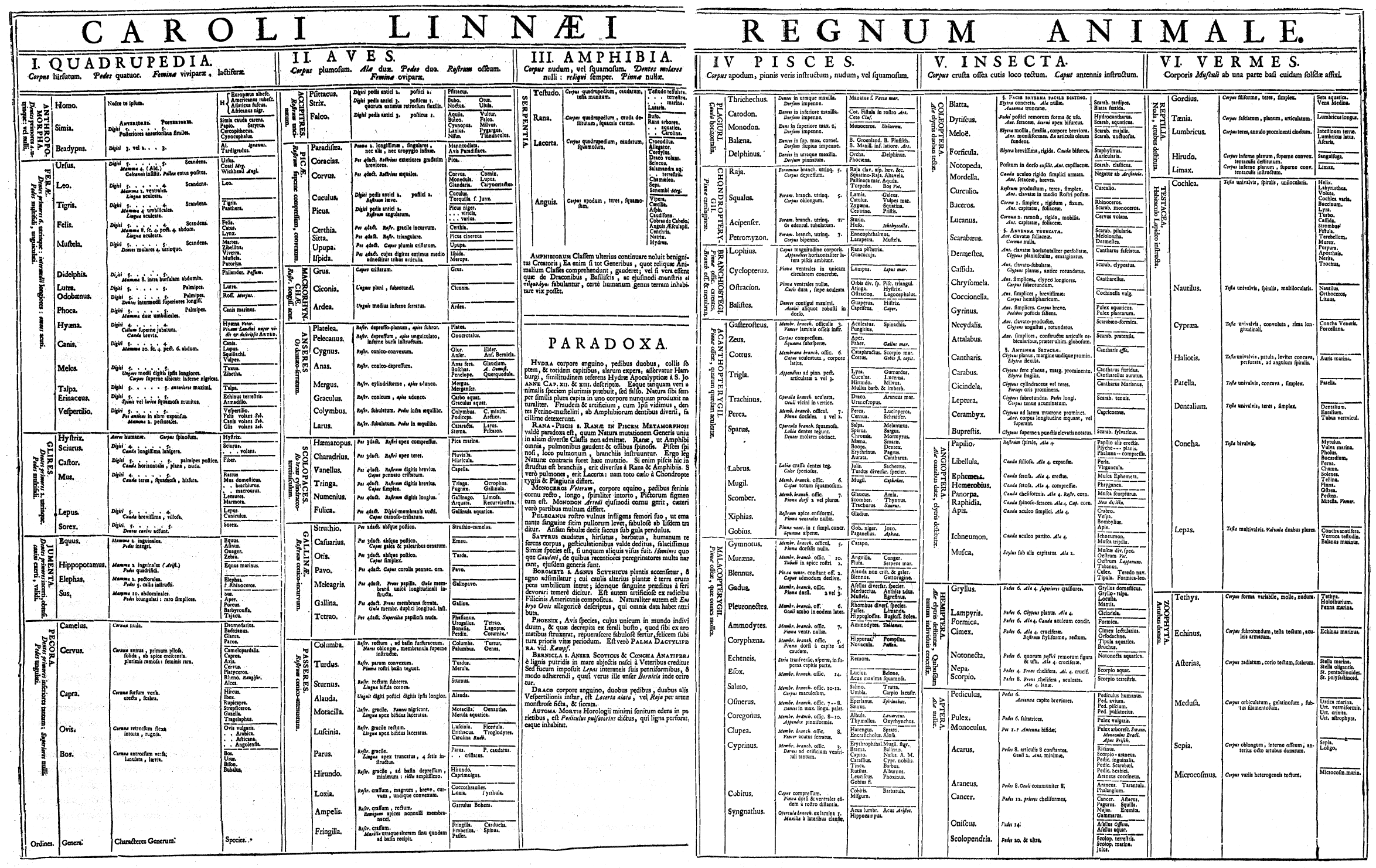
Tabela de Linnaeus sobre o Reino Animal na primeira edição de Systema Naturae (1735).

Muitos cientistas atualmente consideram o sistema de cinco reinos ultrapassado. Sistemas de classificação alternativos geralmente começam com um sistema de três reinos: Archaea (originalmente Archaebacteria); Bacteria (originalmente Eubacteria); Eukariota (incluindo protistas, fungos, plantas, e animais)  Esses domínios se referem a célula possuir ou não núcleo, assim como, também, às diferenças da composição química do exteriores da célula.
Após, cada reino é dividido recursivamente até que cada espécie tenha uma classificação separada. A ordem é: Domínio; Reino; Filo; Classe; Ordem; Família; Género; Espécie. O nome científico dos organismos é gerado do seu gênero e espécie. Por exemplo, humanos são listados como Homo sapiens. Homo é o gênero, sapiens a espécie. O nome científico de um organismo, se capitaliza a primeira letra do gênero e mantem em caixa baixa todas as letras da espécie, com todo o termo podendo estar em itálico ou sublinhado.

## Sistemas de classificação

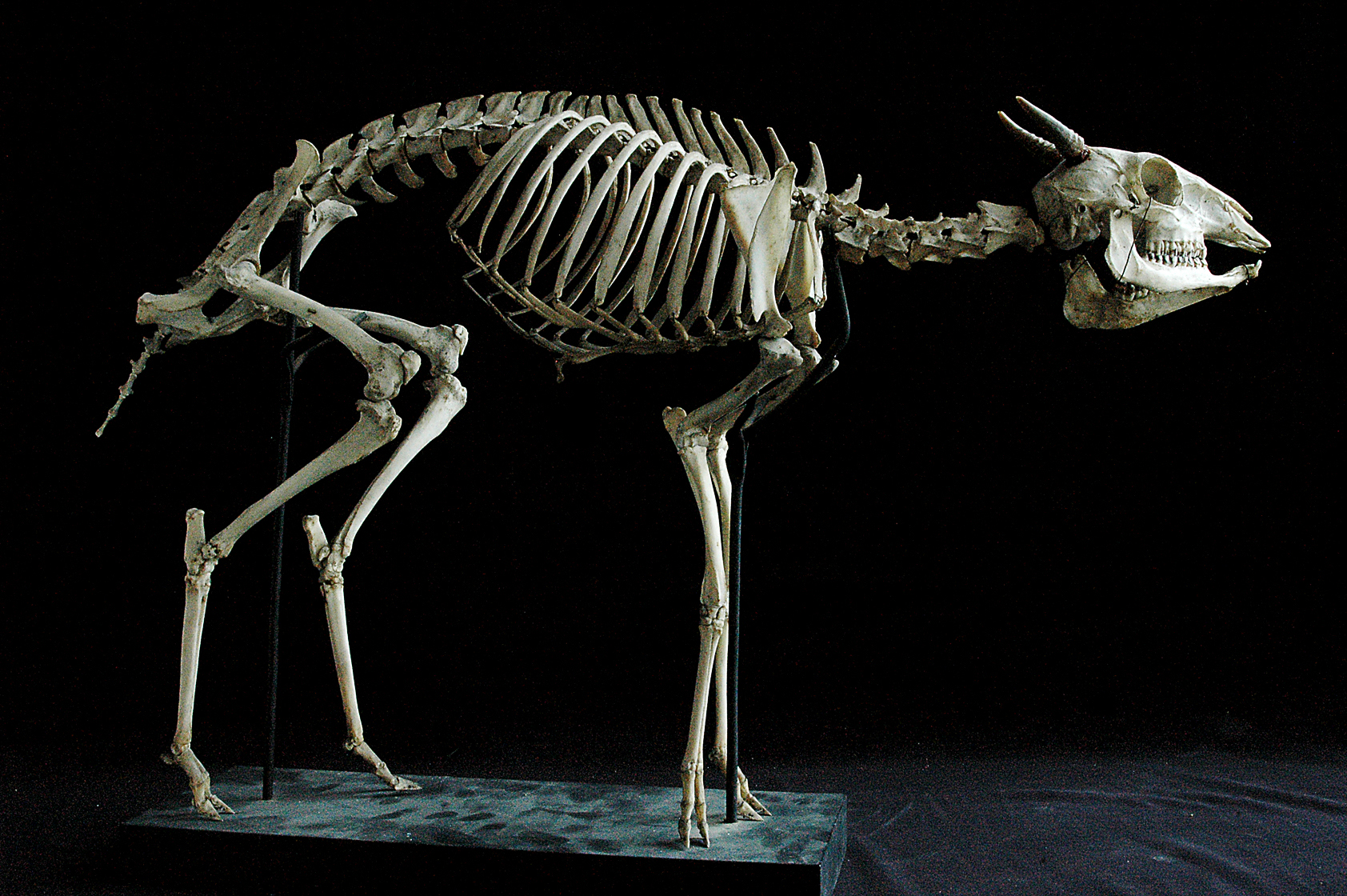
Esqueleto de Duiker

Morfografia inclui toda a exploração sistemática e classificação dos fatos (pt: factos) envolvidos no reconhecimento de todos os tipos de animais extintos e atuais e a distribuição deles no espaço e no tempo. Os fundadores de museus de tempos atrás e seus representantes modernos, os curadores, descritores de coleções zoológicas, os primeiros exploradores, naturalistas modernos, escritores de zoo-geografia, coletores de fósseis e paleontólogos, são os principais responsáveis por qualquer pessoa que trabalhe com zoologia que não esteja nesse grupo citado acima. Gradualmente, desde a época de Hunter e Cuvier, o estudo anatômico tem associado a si mesmo  com a  morfografia mais superficial e, até hoje, ninguém considera um estudo de forma animal que tenha algum valor, caso não inclua estrutura interna como histologia e embriologia nos seus objetivos.
O real alvorecer da zoologia depois do período lendário da Idade Média, está conectado com o nome de um inglês, Edward Wotton, nascido em Oxford, em 1492, que foi médico em Londres e morreu em 1555. Ele publicou um tratado - "De differentiis animalium" - em Paris, em 1552. Em muitos aspectos, Wotton foi, simplesmente, um expoente de Aristóteles, cujo ensinamentos, junto com várias ideias fantasiosas da época, constituiu a base real do conhecimento zoológico, ao longo da Idade Média. Foi mérito de Wotton ter rejeitado essas lendárias ideias, e retornou apenas a Aristóteles e a observação da natureza.
O significado mais notável do progresso da zoologia, durante os séculos XVI, XVII e XVIII, é comparar as concepções classificatórias de Aristóteles e de sucessivos naturalistas, com aquelas que são encontradas nos trabalhos de Caldon.

## Ramos
Exemplos de ramos da zoologia são:
- Entomologia - insetos
- Carcinologia - crustáceos
- Helmintologia - vermes
- Malacologia - moluscos
- Ictiologia - peixes
- Herpetologia - répteis e anfíbios
- Mastozoologia - mamíferos
- Ornitologia - aves
- Etologia - comportamento dos animais
- Mirmecologia - Estudo das formigas
- Primatologia - Estudo dos primatas
- Aracnologia - Estudo dos aracnídeos

## Zoólogos e Naturalistas
- Alexandre Rodrigues Ferreira
- Rodolpho von Ihering
- Edwin Willis
- Eugene Odum
- Jacques Veilliard
- José Carlos Reis de Magalhães
- Richard Dawkins
- Steve Irwin
- Austin Stevens
- Steve Backshall
- Jeff Corwin
- Charles Robert Darwin
- Ernst Heinrich Philipp August Haeckel
- Émile Zola
- Eça de Queirós
- Thomas Hardy
- Guy de Maupassant
- Fialho de Almeida
- Arthur Schnitzler
- Gerhart Hauptmann
- Stephen Crane